# آب‌انبار و بازار نو
آب‌انبار و بازار نو مربوط به دوره قاجار است و در نیشابور، خیابان امام خمینی، بازار نیشابور واقع شده و این اثر در تاریخ ۲۵ آذر ۱۳۷۵ با شمارهٔ ثبت ۱۸۱۴ به‌عنوان یکی از آثار ملی ایران به ثبت رسیده است.
این آب‌انبار، «بزرگ‌ترین آب‌انبار ایران» نامیده شده است.